# Oliver Ekman-Larsson
Oliver Oscar Emanuel Ekman-Larsson (né le 17 juillet 1991 à Karlskrona en Suède) est un joueur professionnel suédois de hockey sur glace. Il évolue au poste de défenseur.

## Biographie

### Carrière en club
Formé au Tingsryds AIF, il rejoint le Leksands IF en 2007 et débute dans l'Allsvenskan. Au cours du repêchage d'entrée dans la KHL 2009, il est sélectionné au quatrième tour, en quatre-vingt-cinquième position par le Metallourg Magnitogorsk. Lors du repêchage d'entrée dans la LNH 2009, il est choisi au premier tour, au sixième choix au total par les Coyotes de Phoenix. Le 10 octobre 2010, il joue son premier match dans la Ligue nationale de hockey face aux Bruins de Boston. Il inscrit son premier point, une aide, le 23 octobre 2010 face aux Hurricanes de la Caroline.
Il remporte la Coupe Stanley 2024 avec les Panthers de la Floride.

### Carrière internationale
Il représente la Suède au niveau international. Il a participé aux sélections jeunes. Il joue son premier match senior le 29 avril 2010 contre la République tchèque lors d'un match des LG Hockey Games, tournoi faisant partie de l'Euro Hockey Tour.

## Parenté dans le sport
Il est issu d'une famille de hockeyeur, le plus célèbre étant son grand-père Kenneth Ekman a participé aux Jeux olympiques de 1972. Son frère Kevin a également été associé aux Coyotes pendant le passage d'Oliver, jouant avec le club-école des Roadrunners de Tucson

## Statistiques

### En club
| Saison     | Équipe                 | Ligue       |     | Saison régulière | Saison régulière | Saison régulière | Saison régulière | Saison régulière |   | Séries éliminatoires | Séries éliminatoires | Séries éliminatoires | Séries éliminatoires | Séries éliminatoires |
| Saison     | Équipe                 | Ligue       | PJ  | B                | A                | Pts              | Pun              | PJ               | B | A                    | Pts                  | Pun                  |                      |                      |
| 2007-2008  | Tingsryds AIF          | Division 1  | 27  | 3                | 5                | 8                | 10               | -                | - | -                    | -                    | -                    |                      |                      |
| 2008-2009  | Leksands IF            | Allsvenskan | 39  | 3                | 14               | 17               | 32               | 8                | 2 | 2                    | 4                    | 6                    |                      |                      |
| 2009-2010  | Leksands IF            | Allsvenskan | 42  | 9                | 18               | 27               | 98               | 10               | 2 | 4                    | 6                    | 8                    |                      |                      |
| 2010-2011  | Coyotes de Phoenix     | LNH         | 48  | 1                | 10               | 11               | 24               | -                | - | -                    | -                    | -                    |                      |                      |
| 2010-2011  | Rampage de San Antonio | LAH         | 15  | 3                | 7                | 10               | 16               | -                | - | -                    | -                    | -                    |                      |                      |
| 2011-2012  | Coyotes de Phoenix     | LNH         | 82  | 13               | 19               | 32               | 32               | 16               | 1 | 3                    | 4                    | 8                    |                      |                      |
| 2012-2013  | Pirates de Portland    | LAH         | 20  | 7                | 14               | 21               | 28               | -                | - | -                    | -                    | -                    |                      |                      |
| 2012-2013  | Coyotes de Phoenix     | LNH         | 48  | 3                | 21               | 24               | 26               | -                | - | -                    | -                    | -                    |                      |                      |
| 2013-2014  | Coyotes de Phoenix     | LNH         | 80  | 15               | 26               | 44               | 50               | -                | - | -                    | -                    | -                    |                      |                      |
| 2014-2015  | Coyotes de l'Arizona   | LNH         | 82  | 23               | 20               | 43               | 40               | -                | - | -                    | -                    | -                    |                      |                      |
| 2015-2016  | Coyotes de l'Arizona   | LNH         | 75  | 21               | 34               | 55               | 96               | -                | - | -                    | -                    | -                    |                      |                      |
| 2016-2017  | Coyotes de l'Arizona   | LNH         | 79  | 12               | 27               | 39               | 48               | -                | - | -                    | -                    | -                    |                      |                      |
| 2017-2018  | Coyotes de l'Arizona   | LNH         | 82  | 14               | 28               | 42               | 44               | -                | - | -                    | -                    | -                    |                      |                      |
| 2018-2019  | Coyotes de l'Arizona   | LNH         | 81  | 14               | 30               | 44               | 52               | -                | - | -                    | -                    | -                    |                      |                      |
| 2019-2020  | Coyotes de l'Arizona   | LNH         | 66  | 9                | 21               | 30               | 38               | 9                | 1 | 3                    | 4                    | 8                    |                      |                      |
| 2020-2021  | Coyotes de l'Arizona   | LNH         | 46  | 3                | 21               | 24               | 32               | -                | - | -                    | -                    | -                    |                      |                      |
| 2021-2022  | Canucks de Vancouver   | LNH         | 79  | 5                | 24               | 29               | 52               | -                | - | -                    | -                    | -                    |                      |                      |
| 2022-2023  | Canucks de Vancouver   | LNH         | 54  | 2                | 20               | 22               | 22               | -                | - | -                    | -                    | -                    |                      |                      |
| 2023-2024  | Panthers de la Floride | LNH         | 80  | 9                | 23               | 32               | 76               | 24               | 2 | 4                    | 6                    | 24                   |                      |                      |
| 2024-2025  | Maple Leafs de Toronto | LNH         | 77  | 4                | 25               | 29               | 52               | 13               | 2 | 2                    | 4                    | 8                    |                      |                      |
| Totaux LNH | Totaux LNH             | Totaux LNH  | 982 | 144              | 327              | 471              | 632              | 49               | 4 | 10                   | 14                   | 40                   |                      |                      |

### En équipe nationale
| Année | Équipe    | Compétition                  |    | PJ | B  | A  | Pts | Pun | +/-                    |  | Résultat |
| 2009  | Suède U18 | Championnat du monde -18 ans | 6  | 2  | 6  | 8  | 2   | +3  | 5e place               |  |          |
| 2010  | Suède U20 | Championnat du monde junior  | 6  | 2  | 3  | 5  | 12  | +5  | Médaille de bronze     |  |          |
| 2010  | Suède     | Championnat du monde         | 9  | 1  | 2  | 3  | 2   | +3  | Médaille de bronze     |  |          |
| 2011  | Suède     | Championnat du monde         | 7  | 1  | 3  | 4  | 2   | +5  | Médaille d'argent      |  |          |
| 2014  | Suède     | Jeux olympiques              | 6  | 0  | 3  | 3  | 2   | +4  | Médaille d'argent      |  |          |
| 2015  | Suède     | Championnat du monde         | 8  | 2  | 10 | 12 | 6   | +4  | 5e place               |  |          |
| 2016  | Suède     | Coupe du monde               | 4  | 0  | 0  | 0  | 4   | -1  | Défaite en demi-finale |  |          |
| 2017  | Suède     | Championnat du monde         | 8  | 2  | 3  | 5  | 2   | +3  | Médaille d'or          |  |          |
| 2018  | Suède     | Championnat du monde         | 10 | 2  | 5  | 7  | 4   | +10 | Médaille d'or          |  |          |
| 2019  | Suède     | Championnat du monde         | 8  | 3  | 5  | 8  | 4   | +7  | 5e place               |  |          |

## Trophées et honneurs personnels

### Allsvenskan
- 2009 : meilleur +/- de la ligue (+44)

### Ligue nationale de hockey
- 2014-2015 : participe au 60e Match de la Ligue nationale de hockey (1)
- 2017-2018 : participe au 63e Match de la Ligue nationale de hockey (2)
- 2023-2024 : remporte la Coupe Stanley avec les Panthers de la Floride